# Râul Poienii, Rod
Râul Poienii este un curs de apă, afluent al râului Rod. 